# Maria Simionescu
Maria Simionescu (n. 13 octombrie 1927, Cosmești, județul Galați – d. 21 august 2012, București) a fost o antrenoare federală și arbitră de gimnastică română, vicepreședinta Federației Române de Gimnastică, fondatoare (împreună cu soțul său, Gheorghe Simionescu) a Liceului de Cultură Generală cu Program Special de Gimnastică din Onești, fondatoare și personalitate distinctă a școlii gimnasticii moderne din țara sa.

## Viață profesională
Absolventă a fostului ICF din București, promoția 1953, a lucrat mai întâi ca asistentă la catedra de gimnastică a Institutului, și apoi, din 1956, ca antrenoare federală a loturilor de gimnastică ale României . În această calitate, a antrenat echipele naționale ale țării, participante la trei ediții succesive ale Jocurilor Olimpice, Melbourne (1956), Roma (1960) și Tokio (1964) .
A fost vicepresedintă a Federației Române de Gimnastică. Împreuna cu soțul ei, Gheorghe Simionescu, a organizat și asigurat conducerea liceului de gimnastică de la Onești, creând, o școală unică cu acest profil în România, care a fost ulterior duplicată la Deva. Astfel, a luat naștere o instituție distinctă de învățământ, dispunând de baza materială și obiective didactice proprii, de inițiere, instruire și perfecționare sportivă.

## Palmares sportiv
A contribuit direct la obținerea de către gimnastele din România a 234 de medalii, 52 de medalii la Jocurile Olimpice (18 de aur, 15 de argint, 19 de bronz); 85 la Campionatele Mondiale (32 aur, 25 de argint, 28 de bronz) și 97 la Campionatele Europene (32 de aur, 37 de argint și 30 de bronz), plus 80 de medalii cucerite la edițiile campionatelor continentale de junioare . În 1972 devine membră în Comitetul tehnic al Federatiei Internationale de Gimnastica si, ulterior, vicepresedinta a acestuia. Cooptată în comisia de arbitri a F.I.G., a oficiat la Campionate Mondiale și Jocuri Olimpice, din 1972 și până în 1996. În anul 2000 i-a fost conferita Crucea Nationala „Serviciul Credincios”, clasa I .

## Distincții
- Ordinul „Meritul Sportiv” clasa I (18 august 1976) „pentru rezultatele deosebite obținute la Jocurile olimpice de vară de la Montreal – 1976, precum și pentru contribuția adusă la dezvoltarea activității sportive și la creșterea prestigiului sportului românesc pe plan internațional”[3]
- Ordinul „Meritul Sportiv” clasa I (15 aprilie 1981) „pentru rezultatele deosebite obținute la Jocurile olimpice de vară de la Moscova – 1980, precum și pentru contribuția adusă la dezvoltarea activității sportive și la creșterea prestigiului sportului românesc pe plan internațional”[4]